# Procalus
Procalus là một chi bọ cánh cứng trong họ Chrysomelidae.
Chi này được miêu tả khoa học năm 1865 bởi Clark.

## Các loài
Chi này gồm các loài:
- Procalus silvai (Jerez, 1995)